# Zasadny Potok
Zasadny Potok, Potok Zasadne – potok, prawy dopływ Kamienicy o długości 6,14 km i powierzchni zlewni 7,51 km².
Zlewnia potoku znajduje się w Gorcach, w obrębie miejscowości Zasadne w województwie małopolskim, w powiecie limanowskim, w gminie Kamienica. Jego źródła położone są na wysokości około 1130 m, poniżej wschodnich stoków polany Gorc Kamienicki. Spływa stąd w północno-wschodnim kierunku głęboką doliną pomiędzy dwoma grzbietami. Orograficznie prawe zbocza tej doliny tworzy grzbiet odchodzący od Gorca przez Wierch Bystrzaniec, Wierch Lelonek, przełęcz Wierch Młynne i Skrzyńczyska, zbocza lewe bezimienny grzbiet oddzielający tę dolinę od doliny potoku Głębieniec. Na wysokości 469 m, przy drodze wojewódzkiej nr 968, uchodzi do Kamienicy.